# Sissy (Aisne)
Sissy település Franciaországban, Aisne megyében. Lakosainak száma 490 fő (2022. január 1.). Sissy Châtillon-sur-Oise, Itancourt, Mesnil-Saint-Laurent, Mézières-sur-Oise, Neuville-Saint-Amand, Regny, Ribemont és Thenelles községekkel határos.

## Népesség
A település népessége az elmúlt években az alábbi módon változott:
| Lakosok száma | 591  | 510  | 483  | 495  | 481  | 474  | 476  | 476  | 475  | 490  |
|               | 1968 | 1982 | 1990 | 2006 | 2013 | 2015 | 2017 | 2019 | 2020 | 2022 |